# Maite Aymerich i Boltà
Maite Aymerich i Boltà (Sant Vicenç dels Horts, 29 de gener de 1964) és una pedagoga i política catalana, alcaldessa de Sant Vicenç dels Horts des del 29 de desembre de 2015 en substitució d'Oriol Junqueras, fins al juny de 2019. Actualment és Directora General de Currículum i Personalització del Departament d'Educació de la Generalitat de Catalunya.
Maite Aymerich va ser la número dos a la llista de Junts x Sant Vicenç (Esquerra Republicana i Vicentins pel canvi) que va guanyar les eleccions municipals celebrades el 24 de maig de 2015. Des d'aleshores va ser primera tinenta d'alcaldia i regidora de Cultura, Solidaritat, Cooperació i Voluntariat fins a esdevenir alcaldessa el 29 de desembre de 2015 quan va substituir Oriol Junqueras en presentar aquest la seva renúncia a l'alcaldia per centrar-se en la política nacional.
Fins a l'agost de 2017 va compaginar l'alcaldia amb la seva tasca en l'àmbit docent com a directora de l'Equip d'Assessorament Psicopedagogic B-39 de Sant Vicenç dels Horts. Des del setembre de 2017 es dedica exclusivament a l'alcaldia de Sant Vicenç dels Horts.
El 8 de juny de 2018 l'assemblea de Junts x Sant Vicenç va escollir per unanimitat Maite Aymerich per encapçalar la llista de la formació a les properes eleccions municipals del 2019.
Fou orientadora a l'institut l'IES Gabriela Mistral de Sant Vicenç dels Horts.
La seva afiliació a Esquerra Republicana de Catalunya va iniciar-se l'any 2015 sent la número dos a la llista de Junts x Sant Vicenç (Esquerra Republicana i Vicentins pel canvi) que va guanyar les eleccions municipals celebrades el 24 de maig de 2015. Des d'aleshores va ser primera tinenta d'alcaldia i regidora de Cultura, Solidaritat, Cooperació i Voluntariat fins a esdevenir alcaldessa el 29 de desembre de 2015 quan va substituir Oriol Junqueras en presentar aquest la seva renúncia a l'alcaldia per centrar-se en la política nacional.
A les Eleccions al Parlament de Catalunya del 2017 va concórrer a la llista del Parlament per part de ERC a la circumscripció de Barcelona tancant la llista en el número 84 juntament amb Ramón Cotarelo en el número 85.